# Bitlis
Bidlis o Bitlis és una ciutat de Turquia, capital de la província de Bitlis i del districte del mateix nom, situada al riu Bitlis a 25 km al sud-oest de la punta occidental del llac Van a entre 1400 i 1585 metres d'altura. Formada per barris separats pel riu i units per pont de pedra, molt pintoresca però de clima dur. La vall de Bitlis és l'única ruta que travessa les muntanyes del Taure per la conca de Van fins al Diyar Bakr i les planes de la Djazira. Per aquesta ruta van passar Xenofont i els deu mil i els governants de Bidlis van cobrar des de molt antic drets de pas i van dominar la plana de Muş. Té una població de 65.169 habitants.

## Història
No se sap qui la va fundar però la llegenda diu que fou un capità d'Alexandre el Gran de nom Lis, que tenia l'encàrrec de construir una fortalesa que no es pogués conquerir. Una vegada construir Lis va negar l'accés a Alexandre que la va assetjar i no la va poder conquerir. Lis llavors va explicar al rei que havia actuat així per demostrar que havia complert les ordes i fou perdonat i la vila va rebre el seu nom.
Fou un lloc important a la història d'Armènia dins de l'Altzniq o Arzanene i el Taron. Mush fou conquerida pels àrabs el 641 però no se sap si Bidlis també fou conquerida aquell any. Els historiadors àrabs parlen d'Iyad ibn Ghanm, governador del califa Umar a la Djazira, que va sotmetre Arzan, va anar a Bidlis i després a Akhlat on el patriarca va acceptar un tractat de pau, i llavors el patriarca de Bidlis el va seguir i va fer també un tractat. Però el domini àrab no fou durador i la ciutat va tornar als romans d'Orient. En temps de Muàwiya I (661-680) fou sotmesa altre cop, però es va perdre a la seva mort, fins al temps d'Abd-al-Màlik ibn Marwan (685–705) en què fou dominada altre cop i inclosa a la província de Djazira. Era possessió feudal dels Mamiconis però vers el 750 els Bagratuní ja havien desposseït a aquestos del Beznunik (amb Khelat o Akhlat) i del Taron (amb Mush i Bidlis). Despoblada la regió fou repoblada pel vali Musa ben Zorara fundador de la dinastia d'emirs d'Arzèn (Arzan o Arzanene, armeni Altzniq)
Sota els abbàssides va pertànyer a les dinasties dels emirs d'Arzèn (813-898) que van estar vinculats a la dinastia armènia per enllaços matrimonials i sovint per vassallatge; a les lluites que van esclatar vers el 813 per la successió del Califat, el capitost local, Musa ben Zorara es va constituir en una força autònoma amb el títol d'emir, però generalment va guardar fidelitat al ostikan d'Armènia, si bé en alguns moments fou independent durant els períodes turbulents. D'un passatge poc clar d'un historiador podria deduir-se que Musa estava casat amb una filla o neta d'Asoci IV Bagratuní, príncep d'Armènia. Vers el 867 Asoci I el Gran, gran príncep d'Armènia es va apoderar de part de l'Arzanene (emirat d'Arzèn) en direcció al Tigris i l'any següent fou el príncep de Mardastan el que va ocupar la part oriental a l'emir Abul Makhra ben Musa ben Zorara. Fou després possessió dels emirs qaysites de Malazgerd.
Al segle x el rei armeni de Baspracània (àrab Basfurdjan) va rebutjar el domini àrab i es va posar sota protecció de l'Imperi Romà d'Orient, que al seu torn havia recuperat la conca de l'Eufrates, i Bidlis i Akhlat van esdevenir viles de frontera. El 897 l'emir de Diyar Bakr, Ahmed ben Isa ben Shaikh, de la dinastia Shaybànida, cridat pels feudals de Baspracània, va atacar l'emir d'Arzèn Abul Makhra ben Musa ben Zorara (que era lleial al rei d'Armènia) i el principat de Taron, en mans d'una branca dels Bagràtides. Ahmed va annexar Taron, l'emirat d'Arzèn, i les muntanyes de Khoit i Sasun (que abans havien estat de Taron però ara pertanyien a Abul Makhra) el 898.
La influència dels shaybànides (Xaibànides) de Diyar Bakr es va esvair ràpidament per confiscació del califa; els hamdànides, com a governadors quasi permanents del Diyar Bakr després del 905, els van substituir. Vers el 940 els hamdànides Nasir al-Dawla Hasan ben Abul Haydja Abd Allah ben Hamdan i Sayf al-Dawla Ali ben Abul Haydja Abd Allah ben Hamdan ven estar per la zona durant la seva expedició contra Armènia i en aquest temps van fer una expedició a la regió els ikhxídides d'Egipte. El 942 els que van atacar foren els romans d'Orient, però Bidlis va restar en mans dels hamdànides i durant el seu domini s'hi van establir grups dels Bakr ben Wail.
Hamdum, un capitost àrab, antic general del califa al-Muti (946-974), es va revoltar contra aquest, i amb les seves forces es va apoderar del Altzniq i Amida (Diyarbakir) però fou mort pel rei d'Armènia (el 973 Hamdan encara dominava a Amida o Diyar Bakr). És possible que sigui una confusió amb l'emir Hamdànida de Mossul Nasir al-Dawla (929-968) o d'Alep, Saif al-Dawla (947-967), si bé cap d'ells va morir en lluita contra els armenis. El 963 una germana de Hamdun de la que no se sap el nom, governava la regió i va seguir així uns deu anys, després dels quals ja no es tenen més notícies. En algun moment va passar als marwànides, i sota aquestos hi van arribar els kurds, especialment els humaydites (dels que els Banu Marwan eren un clan).
El 1047 van començar a arribar els turcmans. El 1084 el governador seljúcida de Diyar Bakr, Fakhr al-Dawla Muhammad ibn Djuhayr, va acabar amb els marwànides i va entregar les seves terres i fortaleses a amirs turcmans. Bidlis va correspondre a Muhammad ibn Dilmač o Dimlač que va fundar una dinastia (Dilmàcides o Dimlàcides) que va governar Bidlis fins al 1192 en què va caure en mans de l'amir d'Akhlat. Vers el 1106 o poc després l'amir Tughan Arslan de Bidlis i Arzèn, que era vassall dels ortúquides, va arribar a ocupar Dvin.
El 1207 Akhlat i Bidlis van caure en mans dels aiúbides que van instal·lar a la regió molts grups kurds. El 1229 el xa de Coràsmia, Djalal al-Din Manguberti, va devastar Akhlat però Bidlis i Van no devien patir els seus atacs perquè s'assenyala un període de prosperitat, especialment Bidlis esmentada com a centre cultural. El 1233 la població fou massacrada pel general mongol Tchormaghan però es devia recuperar; al cap d'uns anys va passar a domini d'Hulagu, l'Il-kan mongol de Pèrsia (abans de 1258); el il-kànides la van dominar fins després del 1335.
Llavors va esdevenir el centre d'un emirat kurd de la tribu ruzheki que va instal·lar una dinastia que va subsistir amb nombroses vicissituds fins al segle xix (1847), supeditat normalment als poder superior que exercien hegemonia a la zona: djalayàrides, timúrides, Qara Qoyunlu, ak koyunlu, safàvides i otomans. Qara Yússuf, emir dels Qara Qoyunlu, amb l'ajut de l'emir ruzhèquida de Bidlis, Shams al-Din, va aconseguir derrotar el governador timúrida de Van i Hakkari, Izz al-Din Shir i al governador Doladai d'Altzniq, i va recuperar les seves antigues possessions entrant a Kars, Aní i gran part d'Armènia. L'emir Sharaf Khan dels ruzhèquides (part final del segle xvi) es considerava descendent dels aiúbides; el seu net Abdal Khan en canvi, va dir a Ewliya Celebi, en la seva visita el 1665, que era descendent dels abbàssides. En aquest moment l'emir cobrava el badj o dret de pas a les caravanes, i tenia el dret de cobrar el kharadj (impost de la terra) a la plana de Mush per concessió feta durant el regnat del sultà Murat IV (1623-1640); a canvi havia de mantenir una guàrdia a la ciutadella que havia de pagar directament; el governador otomà del kol (divisió administrativa) de Van cobrava l'impost de la djizya que pagaven els àrabs i jacobites de la ciutat; unes 70 tribus obeïen a l'emir o kan; la meitat de la ciutadella l'ocupava el palau d'Abdal Khan i la resta l'ocupaven unes 300 cases, que s'ajuntaven a les 5000 que hi havia als barris exteriors; la mesquita principal era la Sharafiyya (construïda per Sharaf Khan); segons Tavernier l'emir podia reunir de 20 a 25 mil cavallers; la població estava formada per kurds i armenis en majoria; el kan o emir enviava al pujar al tron un tribut a la Porta. El 1724 el kan o emir kurd de Bidlis, Muhammad Abid fou enviat per l'otomà Abd Allah Pasha Koprülü a conquerir Marand que pertanyia als safàvides; la resistència persa es va concentrar a la ciutat de Zunuz a uns 15 km, i al castell de Diza. Els perses foren derrotats en una gran batalla prop de Marand pels geníssers el maig de 1725 i Diza fou ocupada i destruïda.
Abbas Mirza, príncep qadjar de Pèrsia, va fer campanya a Kurdistan a les comarques de Bitlis i Mush (1822) però finalment es va signar la pau d'Erzerum que va restaurar les fronteres turcoperses del 1639. El 1847 els otomans van deposar el darrer emir i van establir el seu domini directe.
Llavors fou un kada del sandjak de Mush dins del wilayat d'Erzurum; després de la guerra russo-turca de 1877-1878, va esdevenir un wilayat dividit en 4 sandjaks (Bitlis, Siirt, Muş i Genč) amb prop de 30.000 km² i 400.000 habitants. Segons Cuinet el sandjak de Bitlis tenia 5500 km² i 108000 habitants dels quals 70000 eren musulmans i 33.000 armenis (a més de 4000 jacobites i 1000 yazidis) però les estadístiques oficials indiquen per 1892/1893 una població pel sandjak de 77.000 habitants (46000 musulmans). El 1898 Lynch estimava que la ciutat de Bitlis tenia uns 33.000 habitants (23.000 kurds i la resta armenis i 200 jacobites); poc després una estimació russa assenyala 5100 cases, 3.000 dels kurds, 550 dels turcs, i 1500 a armenis.
El 1915 els turcs i kurds, dirigits per Jevdet Bey Pasha, van matar uns 15000 armenis a Bitlis i rodalia. El febrer de 1916 les forces russes van iniciar una ofensiva cap a Mush i Bitlis, i la nit del 2 al 3 de març van poder ocupar la ciutat fent un miler de presoners; els turcs es van retirar cap a Siirt. L'agost els turcs van iniciar una ofensiva contra Bitlis i Mush i, fortament pressionat, el general Nazarbekov va evacuar la ciutat el dia 5 d'agost, i després Mush i Tatvan, cap a Akhlat. Poc després (setembre) els turcs van trobar molta resistència i van començar a retrocedir, abandonant Mush i Tatvan, que els russos van recuperar però sense prou homes per recuperar Bidlis, i les operacions es van aturar a l'hivern. La revolució el 1917 va fer impossibles noves lluites a la zona. Les matances dels armenis combinat amb l'ocupació russa van arruïnar la indústria local. El 1927 la població de la ciutat era de només 9050 habitants i el 1950 d'11.152 habitants.
Sota domini de la república turca cadascun dels sandjaks de la wilaya, va esdevenir una wilaya separada. El 1929 Bitlis fou erigida en kada (districte) del wilayat de Mush, però el 1936 va recuperar la seva condició de wilaya dividit en cinc kada: Bitlis, Tatvan, Akhlat (Ahlat), Mukti i Hizan. Més tard es van afegir els de Güroymak i Adilcevaz.

## Nota
1. ↑  «Bitlis».   ésAdir. [Consulta: 8 abril 2025].
2. ↑  Source Records of the Great War, Vol. IV, ed. Charles F. Horne, National Alumni 1923